# Paramount Skydance
 (транскр.  Парамаунт Скајденс корпорејшон) амерички је конгломерат са седиштем у Лос Анђелесу, уз канцеларије у Санта Моники и Њујорку. Основан је у августу 2025. након што су спојени Paramount Global и Skydance Media.